# Крајишки (муслимански) партизански одред
Крајишки (муслимански) НОП одред Цазинске крајине (називан и Бужимски НОПО) формиран је 15. марта 1944. јачине три батаљона: Бужимски, Малокладушки и Стијенски, са укупно 808 бораца. Био је у саставу Унске оперативне групе (4. корпуса НОВЈ). Његова активност сводила се, углавном, на држање положаја према непријатељским гарнизонима. Од 9. до 12. априла учествовао је у неуспјелим борбама за Цазин, заједно са 1. и 2. муслиманском бригадом и рушио жељезничку пругу Бихаћ — Босански Нови. Почетком маја 1944. Одред се распао. Остало је само око 40 бораца, од којих је формиран Бужимски батаљон у саставу Унске оперативне групе. Одред је обновљен крајем августа 1944, а расформиран већ наредног месеца. Његовим борцима попуњене су јединице 1. и 2. муслиманске бригаде; поновно је обновљен крајем фебруара 1945 (три батаљона) кад је преузео задатак обезбеђења слободне територије у Цазинској крајини.